# Игра збрке
У математици, термин игре збрке изворно се односи на метод стварања фрактала, користећи многоугао и иницијалну тачку изабрану насумце унутар њега.Фрактал је креиран итеративно стварањем секвенце тачака, почевши са иницијалном случајном тачком, у којем свака тачка у секвенци је дати разломак растојања између претходне тачке и једне од темена полигона; Врх је изабран насумице у свакој итерацији. Понављање овог итеративног процеса велики број пута, избора темена насумице на свакој итерацији, и избацивање првих неколико тачака у низу, често (али не увек) производе фрактални облик. Користећи регуларни  троугао и фактор 1/2 ће резултирати у Троугао Сјерпињског, стварајући одговарајући аранжман са четири тачке и фактором 1/2 створиће приказ једног "Сјерпињског тетраедра", тродимензионалан аналогни Троугао Сјерпињског. Како се број тачака повећава на број N, аранжман формира одговарајући (N-1) -мерни Сјерпињски Симплекс.
Термин је генерализован да се односи на поступак генерисања атрактора, или непокретна тачка, било којег система итерарне функције (ИФС). Почевши са било којом тачком к0, узастопне итерације се формирају као xk+1=fr(xk), где је fr члан датих ИФС случајно одабран за сваку итерација. Итерације конвергирају ка фиксној тачки ИФС. Кад год x0 припада атрактору на ИФС, све итерација xk боравка унутар атрактора и, са вероватноћом 1, формирају густи скуп у други.
"Игра збрке" метод парцеле тачака у случајном редоследу широм атрактора. Ово је различито од других метода за цртање фрактала, које испитују сваки пиксел на екрану да видимо да ли припада фракталу. Општи облик фрактала може брзо да се скицира са "игром збрке" методом, али може бити тешко скицирату неке области фрактала у детаљима.
"Игра збрке" метод се помиње у Том Стопардовој игри Аркада из 1993 године.
Уз помоћ пројекта "игре збрке" нови фрактал може бити направљен и правећи нови фрактал неки параметри могу се добити. Ови параметри су корисни за апликације фракталних теорије, као што су класификација и идентификација. Нови фрактал је самосличан оригиналу у неким важним функцијама, као што је фрактална димензија.